# West Wildwood
West Wildwood è un comune degli Stati Uniti d'America, situato nello stato del New Jersey, nella contea di Cape May.